# Niedrigzinspolitik

Leitzinsen des Federal Reserve System (in Blau) und der Europäischen Zentralbank (in Rot) in den Jahren 1999 bis 2015: Niedrigzinspolitik ab 2008

Niedrigzinspolitik (umgangssprachlich auch „Politik des billigen Geldes“) ist die Gesamtheit der geldpolitischen Maßnahmen einer Zentralbank, die das allgemeine Zinsniveau (Marktzinsen) in einem Währungsraum auf einen niedrigen Level senken oder dort halten sollen. Ein bedeutendes Finanzinstrument hierfür ist der Leitzins, durch dessen Senkung die Zentralbank die Geschäftsbanken in die Lage versetzt, niedrigere Kreditzinsen für deren Kredite an Unternehmen und Privathaushalte zu vereinbaren. Durch diese Art der Senkung der Kapitalkosten sollen Investitionen sowie Konsum und damit die Konjunktur einer Volkswirtschaft angeregt werden. Über den Kauf von Staatsanleihen oder privaten Wertpapieren (quantitative Lockerung) verfügt eine Zentralbank über ein weiteres Instrument zur Senkung der Marktzinsen; als zusätzliches Instrument wird seit 2015 das Helikoptergeld diskutiert.
Die nach der Weltfinanzkrise von 2008 bis 2022 vollzogene Niedrigzinspolitik der größten Zentralbanken ging mit einem deutlichen Anstieg privater und öffentlicher Schulden, einer Erhöhung damit verbundener Ausfallrisiken und einer das Wirtschaftswachstum deutlich überschreitenden Ausweitung der Geldmenge einher. Auch wenn sich Inflationserwartungen vom Geldmengenwachstum (zeitweise) entkoppeln können, gilt nach der von vielen Ökonomen vertretenen Quantitätstheorie das Geldmengenwachstum mittel- und langfristig als wichtigster Treiber von Inflation und Vermögenspreisinflation. Ein bedeutender Faktor ist auch die importierte Inflation, die durch Inflation im Ausland und durch Abwertung der inländischen Währung entsteht, insbesondere indirekt durch Glaubwürdigkeitsverlust der inländischen Währung auf dem internationalen Geldmarkt.
Niedrige Zinsen gefährden insofern die Preisniveaustabilität. Sie begünstigen Deficit spending, Staatsverschuldung, Schuldner und Anleger, benachteiligen Verbraucher und Gläubiger, insbesondere Sparer auf Sichteinlagen, erzeugen finanzielle Repression und leisten der Entstehung eines Cantillon-Effekts Vorschub. Noch 2016 galt Niedrigzinspolitik mit Zinssätzen wenig über, auf oder gar unter Null als „unkonventionell“.

## Terminologie
Werden die Marktzinsen durch Zinspolitik auf oder nahe Null gehalten, wird auch von Nullzinspolitik gesprochen. Wenn ein Leitzins – etwa der Einlagesatz – unter Null liegt, werden ferner die Begriffe Negativzinspolitik oder Minuszinspolitik verwendet. Eine Reduktion der expansiven Geldpolitik wird Tapering genannt.

## Zusammenhang mit der Staatsfinanzierung
Da eine Niedrigzinspolitik auf dem Kapitalmarkt dazu beiträgt, die Zinsen für Staatsanleihen zu senken, kann die Öffentliche Hand ihre Haushaltsdefizite günstiger finanzieren. Kaufen Zentralbanken die Staatsanleihen, übernehmen sie die staatlichen Haushaltsdefizite und die damit verbundenen Risiken (Risiken der Entwertung über Inflation, Ausfallrisiken) in ihre Zentralbankbilanzen. So hielt die Europäische Zentralbank (EZB) im Sommer 2022 allein etwa 30 Prozent der italienischen Staatsschulden. Zu Lasten der Zentralbank-Bilanzen, in der die unterschiedlichen, mit Risiken behafteten Schuldtitel und Wertpapiere verbucht werden, erscheint Staatsverschuldung damit „tragbarer“ (Erleichterung des Kapitaldienstes durch Verringerung des Zinsaufwands, „Weginflationieren“ von Schulden). Infolgedessen gewöhnen sich Staaten an diese Form der Finanzierung, neigen zu dauerhaftem Deficit spending und dazu, von Maßnahmen im Bereich restriktiver Fiskalpolitik abzusehen bzw. weiterhin eine expansive Fiskalpolitik zu betreiben. Damit kann die Niedrigzinspolitik als Moral Hazard auch dazu führen, dass Kreditnehmer (Unternehmen, Privathaushalte, aber insbesondere Staaten) ihren Verschuldungsgrad nicht mehr so ernst nehmen. Die Übernahme von Risiken der Staatsverschuldung durch Ankauf von Staatsanleihen wird auch als Monetarisierung der Staatsschulden bezeichnet. Dies kann unter anderem dazu führen, dass ein Staatsbankrott verschleiert wird. Da durch eine Wiederanhebung des gesenkten Leitzinses (Anstieg der Kapitalmarktzinsen) eine Zentralbank die Schuldentragfähigkeit eines Staates überfordern würde, gehen Beobachter davon aus, dass eine anhaltende Niedrigzinspolitik, die Staaten dazu animiert hat, sich an niedrige Zinssätze ihrer Schuldtitel zu gewöhnen, einen „Teufelskreis“ darstellt.

## Beispiele und deren Folgen

### Yen
Ein besonders extremes Beispiel für dauerhafte Niedrigzinspolitik zeigt die Geldpolitik Japans seit den frühen 1990er Jahren bzw. seit 2013 (Abenomics). Um den Marktzins zu steuern, betreibt die Bank of Japan eine Geldpolitik, die Yield Curve Control genannt wird: Sie verkauft oder kauft großen Mengen von Staatsanleihen oder anderer Wertpapiere, um einen von ihr angestrebten Marktzins zu erzielen. Nachdem sich Anzeichen eines vorsichtigen Ausstiegs aus dieser Geldpolitik im Juli 2023 ergeben hatten, erhöhte die Bank of Japan den Leitzins erstmals seit 17 Jahren im März 2024. Als sie am 31. Juli 2024 den Leitzins um einen weiteren Schritt von 0,0 bis 0,1 auf 0,25 Prozent angehoben hatte, ereignete sich am folgenden Montag ein Kurseinbruch an internationalen Börsen, wobei die Kursverluste in Japan besonders stark ausfielen, maßgeblich mitverursacht durch Transaktionen im Zusammenhang mit dem Currency Carry Trade, der aufgrund einer großen Zinsdifferenz zwischen dem Yen und dem Dollar eingesetzt hatte. Der stellvertretende Notenbankchef Shinichi Uchida erklärte daraufhin, dass es vorerst keine weiteren Zinsschritte geben werde.

### US-Dollar
Das Federal Reserve System der Vereinigten Staaten hatte seit der Weltfinanzkrise 2007–2008 ebenfalls den Kurs einer Niedrigzinspolitik beschritten, ist jedoch im Hinblick auf gestiegene Inflationsdaten, die der Öffentlichkeit zunächst als bloß vorübergehend („temporary“) erklärt worden waren, seit Januar 2022 von der Niedrigzinspolitik abgekehrt. Der geldpolitische Schwenk bewirkte unter anderem, dass Wertpapiere, die von US-Banken in der Niedrigzinsphase angekauft worden waren, in deren Bilanzen bis Ende 2022 nicht-realisierte Verluste von rund 620 Milliarden US-Dollar erzeugten. Der Zusammenbruch einiger US-Banken, die in dieser Situation durch Abzug von Einlagen dazu gezwungen waren, die Verluste durch Verkauf der Wertpapiere zu realisieren, führte im März 2023 zur größten Bankenkrise seit der Weltfinanzkrise 2007–2008. Das Rating für die Bonität der Vereinigten Staaten als langfristiger Kreditnehmer senkte die Agentur Fitch Anfang August 2023 auf AA+. Zur Stabilisierung des Bankensystems richtete das Federal Reserve System das Bank Term Funding Program (BTFP) ein, was die Geldmenge des US-Dollars weiter erhöht.  

### Euro
Über Leitzinssenkungen und Wertpapierkaufprogramme war seit 2007/2008 auch die EZB in eine längere Phase expansiver Geldpolitik eingetreten. Als die Inflation in der Eurozone im September 2021 über das EZB-Ziel von 2 Prozent hinaus auf rund 3 Prozent gestiegen war, beruhigte EZB-Präsidentin Christine Lagarde die Öffentlichkeit noch mit der Ankündigung, dass der Inflationsanstieg bald vorbei sein werde und schon im Jahr 2022 viel mehr Preisstabilität herrschen werde. Angesichts einer über 10-prozentigen Inflation, die – verstärkt durch Folgen des russischen Überfalls auf die Ukraine – bis November 2022 eintreten war, erklärte der EZB-Rat jedoch am 15. Dezember 2022, dass er aufgrund von „erheblich nach oben korrigierten Inflationsaussichten“ die Leitzinssätze um jeweils 50 Prozent erhöhe und sie voraussichtlich noch weiter erhöhen müsse. Somit stieg der Einlagezinssatz für Geschäftsbanken bei der EZB zunächst auf 2,5 Prozent, später wurde er schrittweise auf 4,5 Prozent erhöht. Im Sommer 2023 räumte EZB-Präsidentin Lagarde ein, dass ihr Institut vor einem jahrelangen Kampf gegen zu hohe und hartnäckige Inflation stehe.
Bis zum Jahr 2021 hatte das Eurosystem ein Drittel der ausgegebenen Staatsanleihen aufgekauft und sich so mit Abstand zum größten Gläubiger der Euroländer entwickelt. Dabei akzeptierte die EZB bis zum 14. Oktober 2008 nur Sicherheiten ab einem Bonitätsschwellenwert von mindestens A- für ein Wertpapier. Infolge der Finanzkrise ab 2008 und der europäischen Schuldenkrise senkte sie diese Anforderung zunehmend ab. Ihren Interventionismus verstärkte die EZB im Zuge der COVID-19-Pandemie ab 2019. Im Juni 2022 beschloss der zu einer „Notsitzung“ versammelte EZB-Rat angesichts stark gestiegener Zinsen der Staatsanleihen südeuropäischer Länder im Verhältnis zu solchen anderer Länder des Euroraums, die Einnahmen aus auslaufenden Staatsanleihen des Pandemic Emergency Purchase Programme (PEPP) zum Ankauf der im Marktzinssatz stark gestiegenen Staatsanleihen zu nutzen, um dadurch dem Auseinanderdriften der Marktzinsen der Staatsanleihen (Credit Spread) im Eurosystem entgegenzuwirken. Außerdem gab der Rat der EZB bekannt, diesbezüglich an einem neuen Instrument zu arbeiten. Unter der Bezeichnung Transmission Protection Instrument wurde es der Öffentlichkeit am 21. Juli 2022 vorgestellt. Bislang wurde es noch nicht eingesetzt (Stand Oktober 2023).
Um der ihrem rechtlichen Auftrag der Preisniveaustabilität deutlich widersprechenden, bedrohlich hohen Inflationsrate im Euroraum von 8,6 Prozent zu begegnen, begann die EZB im März 2023 mit einem Abbau von Anleihebeständen. Dabei begann sie damit, Anleihebestände aus dem Asset-Purchase-Programm von 3.254 Milliarden Euro um etwa 15 Milliarden Euro pro Monat zu reduzieren, indem sie die Hälfte der auslaufenden Anleihen nicht ersetzte. Den Bestand der im Rahmen des PEPP erworbenen Anleihen in Höhe von 1.684 Milliarden Euro hält sie vorerst noch konstant. Als Reinvestitionen im Rahmen des PEPP erwarb die EZB allein in den Monaten April bis September 2023 in überproportionalem Ausmaß Staatsanleihen von Italien, netto eine Größenordnung von knapp 2,5 Milliarden Euro, und verringerte dafür vor allem den Anteil deutscher Staatsanleihen in den Beständen. Sie stützt damit die Tragfähigkeit der italienischen Staatsverschuldung zulasten der deutschen.
Dass sich die Inflation sehr schnell wieder auf das EZB-Ziel einer Inflationsrate von 2 Prozent senken lasse, bezweifelte die EZV-Direktorin Isabel Schnabel im Februar 2023, nachdem sie in dieser Hinsicht noch im November 2021 zur Gelassenheit gemahnt hatte. Nach einer Umfrage, die das Zentrum für Europäische Wirtschaftsforschung im Mai 2023 unter Finanzexperten durchgeführt hatte, wird erwartet, dass die Inflationsrate der Eurozone wegen der nachlaufenden Lohnentwicklung erst nach dem Jahr 2025 wieder das EZB-Inflationsziel von 2 Prozent erreichen könnte. Philip R. Lane, Chefvolkswirt der EZB, prognostizierte im Oktober 2023, dass dieses Ziel bereits 2025 erreicht wird. Der deutsche Wirtschaftswissenschaftler Gunther Schnabl erwartete im Juni 2023 langfristige Inflationsraten bei 4 bis 6 Prozent.
Obwohl Preisniveaustabilität noch nicht erreicht war und sie ihre Inflationsprognose für das Jahr 2024 auf 2,5 Prozent sogar anheben musste, senkte die EZB den Leitzins im Juni 2024 erstmals seit 2019 wieder um 0,25 Prozent auf 4,25 Prozent. Bald darauf folgten weitere Senkungen. Trotz einer seit September 2024 wieder ansteigenden Inflationsrate senkte die EZB in weiteren Schritten, zuletzt zum 5. Februar 2025, den Leitzins auf 2,9 Prozent.

### Türkische Lira
Als Anhänger der ungewöhnlichen Auffassung, dass mit der Senkung des Leitzinses auch die Inflation gesenkt werden könne, gilt der türkische Staatspräsident Recep Tayyip Erdoğan, der mehrmals die Präsidenten der Türkischen Zentralbank austauschte, weil sie den Leitzins der Landeswährung Lira nicht genügend gesenkt oder ihn gar erhöht hatten, als Hauptverantwortlicher der Türkischen Währungs- und Schuldenkrise 2018.

## Risiken
Für ein Finanzsystem ergeben sich aus einer andauernden Niedrigzinspolitik Finanz- und Systemrisiken:
Mit der Absenkung des allgemeinen Zinsniveaus erzielen Geldanleger lediglich eine niedrige Verzinsung ihres gesparten Kapitals (Spareinlagen, Termingelder), nicht selten mit einem Zinsgewinn unterhalb der Inflationsrate. In Extremfällen kommt es gar zu Belastungen in Form eines sogenannten Negativzinses. Die Zinsen für Kapital, das in Unternehmens- und Staatsanleihen investiert wird, sinken dabei ebenfalls, die Zinsen für Unternehmens- bzw. Staatsanleihen von Schuldnern mit hoher Bonität auch auf Werte unter Null. Aufgrund der Niedrigzinspolitik verringert sich somit die Wertspeicherfunktion von Geld. In diesem Zuge übernehmen andere Anlageklassen diese Funktion der Wertaufbewahrung, also Vermögensgegenstände wie etwa Immobilien („Betongold“), Aktien und Edelmetalle, etwa Gold. Einige Anleger trauen auch bestimmten Kryptowährungen eine wertspeichernde Eigenschaft zu und tauschen ihr Geld dagegen ein.
Im Zusammenspiel mit der Inflation bewirken Minus-, Null- und Niedrigzinsen eine „finanzielle Repression“ von Spareinlagen und Termingeldern, die traditionell von Angehörigen niedriger Einkommensschichten mit geringen Finanzkenntnissen gehalten werden, insbesondere für Zwecke der Altersvorsorge. Anleger ziehen daher eine Vermögensallokation in Vermögenswerte wie Immobilien, Aktien und Edelmetalle, etwa Gold als Kapitalanlage, zunehmend vor und stoßen eine Vermögenspreisinflation an. Dadurch kann der Marktwert der Vermögenswerte den inneren Wert beträchtlich übersteigen. Spekulationsblasen, etwa Immobilienblasen, können im Zuge der Vermögenspreisinflation eintreten oder verstärkt werden. Sinken infolge der Absenkung des allgemeinen Zinsniveaus die Renditen aus Spareinlagen, Termingeldern und Lebensversicherungen, können Geschäftsmodelle entsprechender Finanzunternehmen, unter Umständen auch diese Unternehmen selbst, gefährdet werden. Auch Zinsänderungs- und Liquiditätsrisiken, die nach einer Niedrigzinsphase bei einer restriktiven Geldpolitik auftreten können, bergen spezifische Verlustrisiken für die Marktteilnehmer.
Außerdem besteht das Risiko, dass sich Staaten und andere Gebietskörperschaften, Anstalten und Körperschaften des öffentlichen Rechts, Unternehmen und Privathaushalte in einem Niedrigzinsumfeld überschulden. Kreditfinanzierter Etatismus und Interventionismus werden gefördert.
Eine weitere Gefahr eines Niedrigzinsumfeldes ist, dass durch die erleichterte Kreditvergabe riskantere Kapitalanlagestrategien beschritten werden („search for yield“). Geld fließt so in riskante und häufiger unrentable Projekte und Unternehmen („Zombiefirmen“).
Auf diese Weise nehmen notleidende Kredite und das Erfordernis von Rückstellungen zu, entsprechend auch die Tendenz, die Kredite in toxischen Finanzprodukten zu verbriefen. Mit anderen Worten: Das Kreditrisiko wächst, es kommt zur Fehlallokation von Kapital, der Subprime-Markt wächst, es entstehen „Zombiebanken“, ein Contagion-Effekt tritt ein. Aus diesen Risiken können sich Banken- und Finanzkrisen sowie Währungs- und Staatsschuldenkrisen bis hin zum Staatsbankrott ergeben.
Innerhalb des Eurosystems kommt es bei einer Geldpolitik, die zum Mittel des Ankaufs von Staats- und Unternehmensanleihen greift (Wertpapierkaufprogramme des Eurosystems), zu erhöhten TARGET2-Salden, die im Falle des Austritts eines Landes aus dem Eurosystem ausgeglichen werden müssten. Es entstehen Ausfall- und Verlustrisiken, die sich mittelbar auch auf den Haushalt der Mitgliedsländer auswirken können. So muss etwa eine Notenbank, die im Zuge der Durchführung eines Programms der EZB erhebliche Verluste macht und dann negatives Eigenkapital aufweist, aus dem Staatshaushalt eines Mitglieds refinanziert werden. Steigende Ausfallrisiken, vor allem aber Zinsdifferenzen zu anderen Währungen, insbesondere zu dem US-Dollar, mindern die Fähigkeit der Europäischen Zentralbank, den Wechselkurs des Euro am Devisenmarkt zu halten. Ein sinkender Wechselkurs des Euro lässt wiederum Preise und Inflation steigen (importierte Inflation).

## Ökonomische Theorien
Niedrigzinspolitik führt in der Regel zu einer Erhöhung der Kreditvergabe und damit der Geldmenge (Geldmengenwachstum). Daher gilt sie als expansive Geldpolitik. Nach der Quantitätstheorie führt die Ausweitung der Geldmenge zu einer Inflation der Preise von Gütern und Dienstleistungen. Nach der Überinvestitionstheorie von Knut Wicksell führt die Senkung des Leitzinses unter den „natürlichen Zins“ zu Kreditschöpfungen, Investitionen und Mehrkonsum und regt so die Inflation an. Die Senkung des Geldzinses durch geldpolitische Maßnahmen auf ein Niveau, welches unter dem aktuellen Niveau des natürlichen Zinses liegt, führt laut der monetären Überinvestitionstheorie zu künstlichen Boomphasen, die wiederum scharfe wirtschaftliche Abschwünge zur Folge haben.
Bei Störungen des traditionellen Kreditschöpfungsprozesses kann es dazu kommen, dass im Wesentlichen bloß Vermögenspreisinflation eintritt. Niedrigzinspolitik gilt nicht als einziger Treiber von Inflation: Auch ein Nachfrageüberhang kann eine Inflation erzeugen, wenn die Nachfrage das Angebot von Gütern und Dienstleistungen übersteigt und die Wirtschaft ihre Kapazitätsgrenzen erreicht hat (Nachfrageinflation, demand-pull-inflation). Ferner können steigende Kosten der Herstellung von Gütern und Dienstleistungen eine Inflation verursachen (Kosteninflation, cost-push-inflation). Auch Marktmacht (profit driven inflation) und Marktregulierung können Preise zum Steigen bringen und damit Inflation erzeugen. Schließlich können durch den sinkenden Wechselkurs einer Währung Preise und Inflation steigen (Wechselkursinflation).
Nach John Maynard Keynes verliert eine expansive Geldpolitik ihre investitionsanreizende, konjunktur- und inflationsfördernde Wirkung, wenn die Individuen es vorziehen, das Geld in der Kasse zu halten (Hortung). Eine solche Situation tritt nach seiner Liquiditätspräferenztheorie dann ein, wenn den Individuen die Anlage ihres Geldes aufgrund niedriger Marktzinsen und Renditen nicht lohnend erscheint und sie es vorziehen, auf künftig bessere Anlagemöglichkeiten zu warten (Liquiditätsfalle).
Anhänger der Sparschwemmentheorie wie Carl Christian von Weizsäcker, Ben Bernanke und Philip R. Lane gehen in Übereinstimmung mit der Loanable-funds-Theorie davon aus, dass als die wesentliche Ursache für niedrige Zinsen die Sparschwemme zu erkennen sei, also ein Überangebot von angespartem Kapital. Kritiker dieses realwirtschaftlichen Erklärungsansatzes verweisen insbesondere auf den mit der Sparschwemmentheorie unvereinbaren empirischen Befund des Rückgangs der Brutto- und Netto-Sparquoten seit den 1980er Jahren bei gleichzeitigem Rückgang der Realzinsen.
Volkswirt Ulrich van Suntum hält die im Niedrigzinsumfeld praktizierte Geldschöpfung („Geldschwemme“) für ein System, in dem sich Niedrigzinsen und letztlich untragbare Staatsschulden gegenseitig aufschaukeln, bis es zu einem Kollaps des gesamten Systems kommt. Je höher die Staatsschulden anstiegen, um so schwieriger werde es, zu „normalen“ Marktzinsen zurückzukehren. Auch andere Fachleute, darunter die Verantwortlichen der Bank für Internationalen Zahlungsausgleich, befürchten, dass anhaltend niedrige Leitzinsen die Rückführung der expansiven Geldpolitik erschweren würden bzw. die Niedrigzinspolitik mehr und mehr zu einer Einbahnstraße wird.
Der Volkswirt Thomas Mayer sieht die Niedrigzinspolitik der Zentralbanken als wesentliche Ursache für eine Finanzialisierung der Wirtschaft an und kritisierte, dass „Gegner der freiheitlichen Ordnung“ dafür fälschlicherweise den Liberalismus bzw. Neoliberalismus verantwortlich machen. Seit den frühen 1990er Jahren würde die Inflation von Globalisierung und technischem Fortschritt gedrückt. Die Zentralbanken versuchten, sich gegen den Rückgang der Inflation unter ihren Zielwert mit immer niedrigeren Zinsen zu stemmen. In der Folge stiegen die Preise für reale Vermögenswerte wie Aktien und Immobilien und die Verschuldung. Es seien so immer größere Finanzblasen entstanden, deren Korrektur die Zentralbanken durch noch niedrigere Zinsen verhinderten, weil sie die Folgen des Massenbankrotts überschuldeter privater und öffentlicher Schuldner fürchteten.
Der Präsident des Ifo Instituts, Clemens Fuest, und Timo Wollmershäuser, Leiter der Konjunkturforschung am Ifo Institut, analysierten im Jahr 2020 in einem Beitrag für die Fachzeitschrift Wirtschaftsdienst Ursachen und Auswirkungen der niedrigen Zinsen. Darin bestätigten sie, dass die EZB durch die Dauer ihrer Nullzinspolitik auch die negativen Nebenwirkungen habe zunehmen und die Gefahr steigen lassen, dass sich die reichlich zur Verfügung gestellte Liquidität anderenorts entlädt und zur Bildung von Preisblasen auf den Finanzmärkten beiträgt. Außerdem schlossen sie nicht aus, dass die EZB durch die Niedrigzinspolitik zu einer „Zombifizierung der europäischen Wirtschaft“ beigetragen haben könnte, bislang fehlten „für diese Zombifizierungsthese allerdings überzeugende empirische Belege“. Auch vertraten sie unter Verweis auf eine Arbeit von Łukasz Rachel und Thomas D. Smith die Meinung, dass die Niedrigzinspolitik der EZB und anderer Notenbanken nicht der Hauptgrund für die niedrigen Zinsen gewesen sei, sondern ein globaler und langfristiger Trend zu niedrigeren Zinsen bei international integrierten Finanzmärkten vor allem durch eine demographisch bedingte, verstärkte Sparneigung und sinkende Wachstumserwartungen eingesetzt habe.
Nach der Geldtheorie der Modern Monetary Theory entsteht der Wert des Geldes durch die Fähigkeit des Staates, Steuern in einer von ihm normierten Währung zu erheben. Die Aufgabe einer Zentralbank bestehe darin, dem Staat, der durch Konjunkturprogramme für Beschäftigung und niedrige Zinsen sorgt, nach dessen Belieben seine Ausgaben zu finanzieren (Staatsfinanzierung). Eine eigene Geldpolitik betreibt eine Zentralbank nach diesem Konzept nicht, vielmehr ist sie ein Instrument zentraler staatlicher Planung. Kritiker dieses etatistischen Ansatzes sehen die Gefahr der Zerrüttung eines gesamten Finanz- und Wirtschaftssystems durch Inflation und Hyperinflation.

## Rezeption der Niedrigzinspolitik in der Eurozone

### Rechtsgutachten
In einem Rechtsgutachten, das am 1. Oktober 2019 in Berlin vorgestellt wurde, kommt der Hamburger Rechtswissenschaftler Kai-Oliver Knops zur Auffassung, dass die von der Europäischen Zentralbank seit dem 11. Juni 2014 erhobenen negativen Zinsen unrechtmäßig seien. Zu ihrer Erhebung sei die Europäische Zentralbank europarechtlich weder formell noch materiell befugt. Für derart weitreichende Maßnahmen fehle eine ausreichende Begründung und eine parlamentarische Mitwirkung. Knops beurteilt die Negativzinsen als Abgaben, die gegen das Subsidiaritätsprinzip (Art. 5 Abs. 3 EUV) verstoßen und nach Maßgabe der Rechtsprechung des Europäischen Gerichtshofs auch das Verhältnismäßigkeitsprinzip (Art. 5 Abs. 4 EUV) nicht wahren.

### Wirtschaftswissenschaftliche Studie
Eine Studie des Zentrums für Europäische Wirtschaftsforschung kam im September 2021 zu dem Ergebnis, dass das Verhalten der nationalen Notenbankpräsidenten im Rat der Europäischen Zentralbank gemessen am Verschuldungsgrad sehr stark den fiskalischen Interessen ihres Entsenderlandes entspricht. Befürchtet wird daher, dass die Geldpolitik der Europäischen Zentralbank von den fiskalischen Interessen bestimmter Mitglieder beherrscht werde, dass die Notenbanker letztlich das Ziel verfolgten, die Anleihekäufe volumenmäßig aufrechtzuerhalten und entfristet fortzusetzen, um so die Refinanzierung einiger hochverschuldeter Mitgliedstaaten zu gewährleisten. Damit habe die Europäische Zentralbank ihr geldpolitisches Mandat endgültig verlassen und betätige sich im Bereich der nationalen Fiskalpolitik.

### Umfragen
Nach einer 2020 veröffentlichten Umfrage eines Meinungsforschungsinstituts erklärten 61 Prozent der befragten Bundesbürger die Niedrigzinspolitik für falsch, nach 53 Prozent Ablehnung im Vorjahr, ein Höchstwert seit Beginn der Umfrage im Jahr 2016. 29 Prozent befürworteten die Niedrigzinspolitik hingegen.
Nach einer Umfrage der Europäischen Zentralbank, die am 7. Februar 2021 veröffentlicht wurde, äußerte mehr als die Hälfte der befragten Bürger Kritik an der Niedrigzinspolitik der Europäischen Zentralbank. Nur etwas über 10 Prozent der Befragten beurteilte sie positiv.